# Stefan Hempel (Moderator)

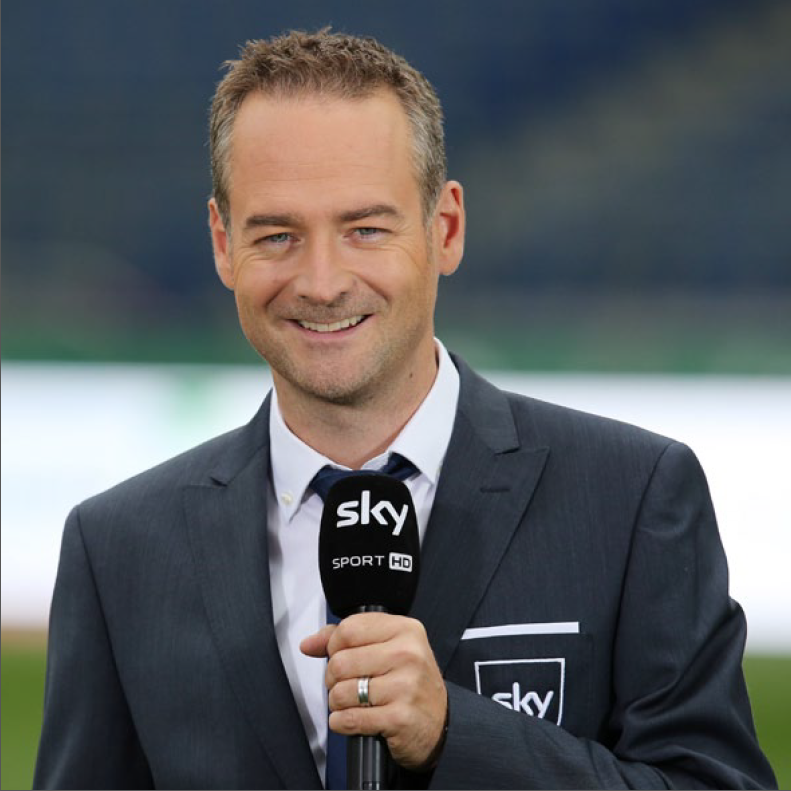
Stefan Hempel (2015)

Stefan Hempel (* 13. Juli 1974 in Nürnberg) ist ein deutscher Sportmoderator und -kommentator.

## Leben
Hempel wuchs im Landkreis Fürth auf und studierte Betriebswirtschaftslehre an der Fachhochschule Nürnberg (Vorgängereinrichtung der Technischen Hochschule Nürnberg Georg Simon Ohm). Im Jahr 1996 wurde er festangestellter Redakteur bei Funkhaus Nürnberg und später dort Sportchef. Anschließend begann er 1998 als Moderator bei Radio Gong 97,1 Nürnberg zu arbeiten. 2002 wechselte er zu Radio Gong ins Funkhaus Regensburg, wo er bis 2006 Programmchef war. Ab 2006 moderierte Stefan Hempel bei Radio Gong München.
Im Jahr 2006 fing er zusätzlich als Sportkommentator- und reporter bei Sky Deutschland in München an. In den folgenden Jahren kommentierte und moderiert Hempel dort die Fußball-Bundesliga, 2. Bundesliga, UEFA Champions League, UEFA Europa League und Wimbledon sowie Shows wie Samstag Live! und EinsEins – Das Standpunktgespräch. Daneben moderierte er bei Radio Fantasy in Augsburg die Stefan-Hempel-Show. 2014 war er Preisträger des Mira-Award in der Kategorie "Bester Moderator"
Seit Juli 2016 gehört Stefan Hempel zum Moderatorenteam von Radio Arabella.

## Trivia
Hempel ist Anhänger des 1. FC Nürnberg.